# NGC 3922
NGC 3922 (NGC 3924) é uma galáxia espiral (S0-a) localizada na direcção da constelação de Ursa Major. Possui uma declinação de +50° 09' 24" e uma ascensão recta de 11 horas, 51 minutos e 13,4 segundos.
A galáxia NGC 3922 foi descoberta em 9 de Março de 1788 por William Herschel.